# Жемчуг (крейсер)
«Же́мчуг» — бронепалубний крейсер Російського імператорського флоту типу «Жемчуг» періоду Російсько-японської війни та Першої світової війни.

## Історія
Крейсер заклали 1 червня 1902 року на Невському заводі для Далекого Сходу. 14 серпня 1903 його спустили на воду в присутності Миколи ІІ. З початком Російсько-японської війни прискорили роботи по доробці крейсера, який було здано флоту 1 липня 1904 з встановленням додаткових гармат — 2×120 мм, 2 ТА. 5 серпня корабель самостійно перейшов до Кронштадта й 29 серпня його включили до Другої Тихоокеанської ескадри. На огляді ескадри в Ревелі 27 вересня 1904 року його відвідав Микола ІІ.

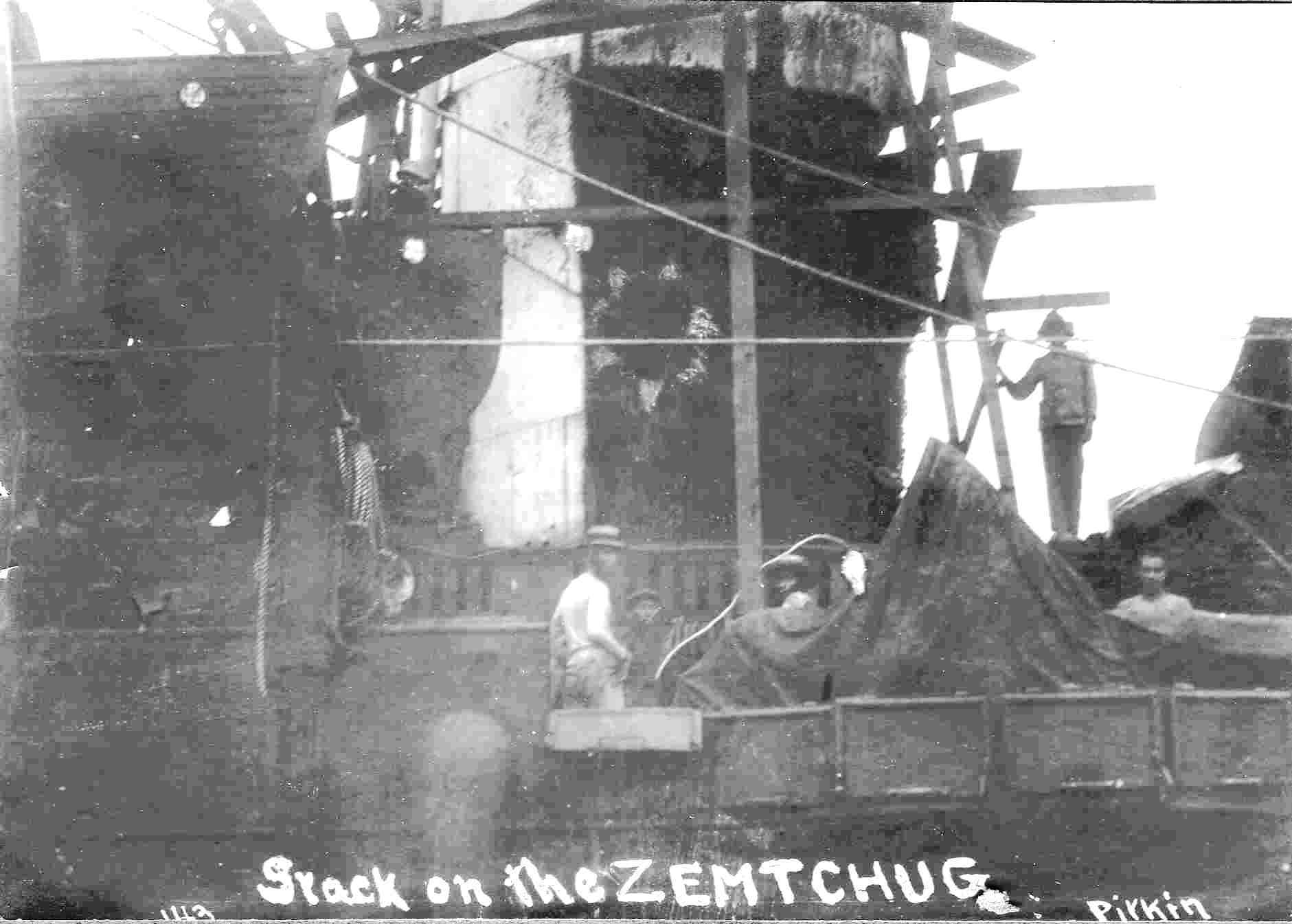
«Жемчуг» у Манілі. Червень 1905

### Цусімська битва
Разом з кораблями з невеликою осадкою пройшов через Суецький канал. При підході до Цусімської протоки входив до складу Першого панцирного загону, тримаючи курс за панцирником «Орел». Після першого попадання 152-мм снаряда капітан спробував вивести з-під обстрілу крейсер, що опинився серед допоміжних кораблів, ледь не протаранивши допоміжний крейсер «Урал» і пошкодивши свій торпедний апарат. О 14:00 «Жемчуг» повернувся до основних сил ескадри, але після пари попадань капітан вирішив триматися подалі від панцирників ескадри, долучившись до загону крейсерів за «Володимиром Мономахом». За час битви «Жемчуг» отримав 17 влучань, 2 офіцери й 10 матросів загинуло, близько 30 осіб було поранено. До кінця дня він ішов поруч з крейсером «Аврора». Вночі залишки загону крейсерів контр-адмірала О. А. Енквіста відірвались від японських кораблів, покинувши свої транспортні кораблі. Крейсери «Аврора», «Олег», «Жемчуг» дійшли 3 червня до Маніли, де були інтерновані.

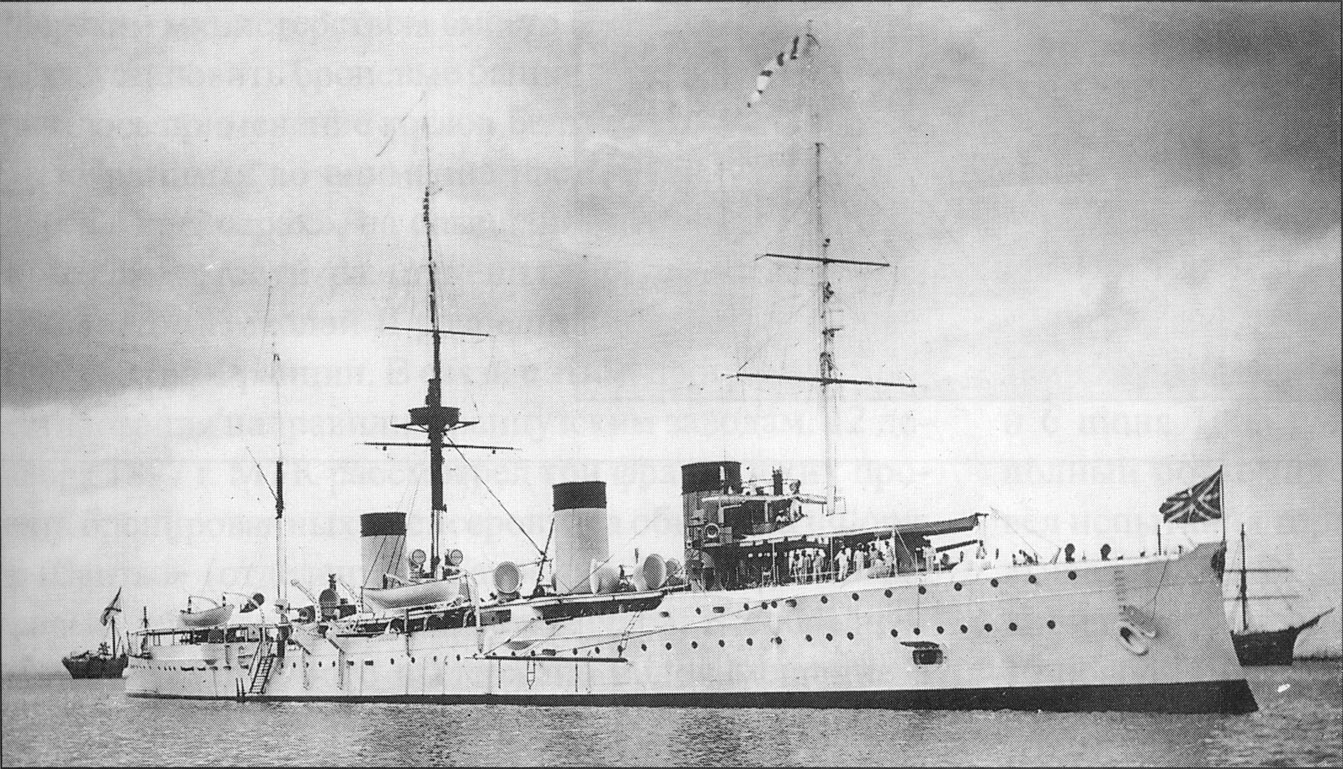
«Жемчуг» у Владивостоці. 1906

### Сибірська флотилія
Після укладення миру з Японією він у жовтні 1905 року перейшов у Владивосток, долучившись до Сибірської флотилії. 402 моряка крейсера 10 січня 1906 долучилися до повстання гарнізону й були віддані під суд. Від ходив до портів Китаю, Кореї, Японії, був стаціонаром у Шанхаї (1912). У 1910 році був капітально відремонтований, після чого був флагманом флотилії (1911).

### Перша світова війна
З початком війни крейсери «Аскольд», «Жемчуг» з відома Миколи ІІ передали під командування віце-адмірала Т. Джеррама для патрулювання південних морів разом із силами Антанти. 25 серпня 1914 року вони вийшли з Владивостока до Гонконга. У вересні біля узбережжя Філіппін вони розділились. 25 вересня «Жемчуг» конвоював французький корабель до Сінгапура. Через 5 днів його відправили до Пенанга з 4 кораблями. Там його зарахували до складу групи англо-франко-японських кораблів, що мали розшукувати німецький легкий крейсер-рейдер «Емден». Його вислали до Нікобарських островів у Бенгальській затоці, однак наступного дня він повернувся в Пенанг під приводом поганого стану. Капітан барон І. А. Черкасов отримав дозвіл віце-адмірала Джеррама на ремонт парової машини. За його наказом почали розбирати 15 з 16 котлів, причому один котел не міг забезпечити роботу конвеєрів подачі набоїв, помп. Напевно, причиною ремонту був приїзд 14 жовтня до Пенанга його дружини, до готелю якої він відбув ввечері. Замість себе він залишив старшого офіцера Н. В. Кулібіна. Команда, як і капітан, відпочивала, не виставивши вахтових.

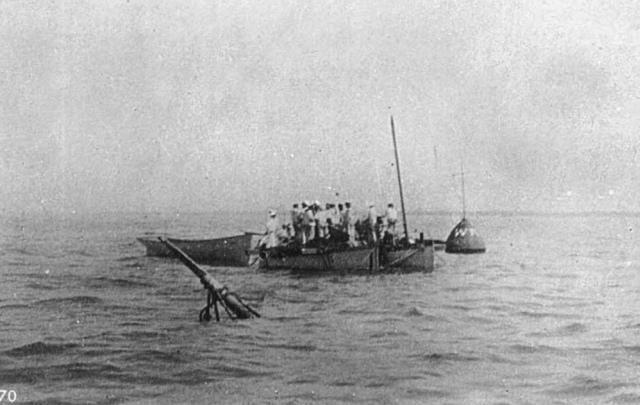
Місце затоплення «Жемчуга». Видно мачту крейсера

О 4:50 до порту увійшов розшукуваний «Емден» без прапора з фальшивою четвертою трубою, що робило його схожим на британський крейсер «Ярмут». Серед кораблів вони вибрали найбільший військовий, яким був «Жемчуг». На відстані близько 180 м на «Емдені» підняли прапор, відкрили вогонь з гармат і випустили торпеду, що попала в корму. На «Жемчугу» частина команди кинулась у воду. Н. В. Кулібін навіть не подав відповідного сигналу тривоги, а біля гармат не було набоїв. «Жемчуг» встиг зробити декілька пострілів, що не влучили в ціль. «Емден» хотів атакувати два французькі міноносці, що стояли в порту, але в морі з'явився неопізнаний корабель, тож «Емден» вирушив до виходу з порту, випустивши ще одну торпеду в «Жемчуг». Вона потрапила під мостик, через що детонували набої в трюмі. Корпус «Жемчуга» розламався навпіл і за 15 секунд він затонув. З 354 екіпажу загинуло 82 моряки (ще 7 померло згодом від опіків), 9 офіцерів і 140 моряків було поранено.
У січні 1915 року водолазам допоміжного крейсера «Орел» вдалось підняти одну 120-мм гармату, кулемет та 6 оптичних прицілів. У 1920-х роках британські водолази розібрали більшу частину корабля.

### Наслідки

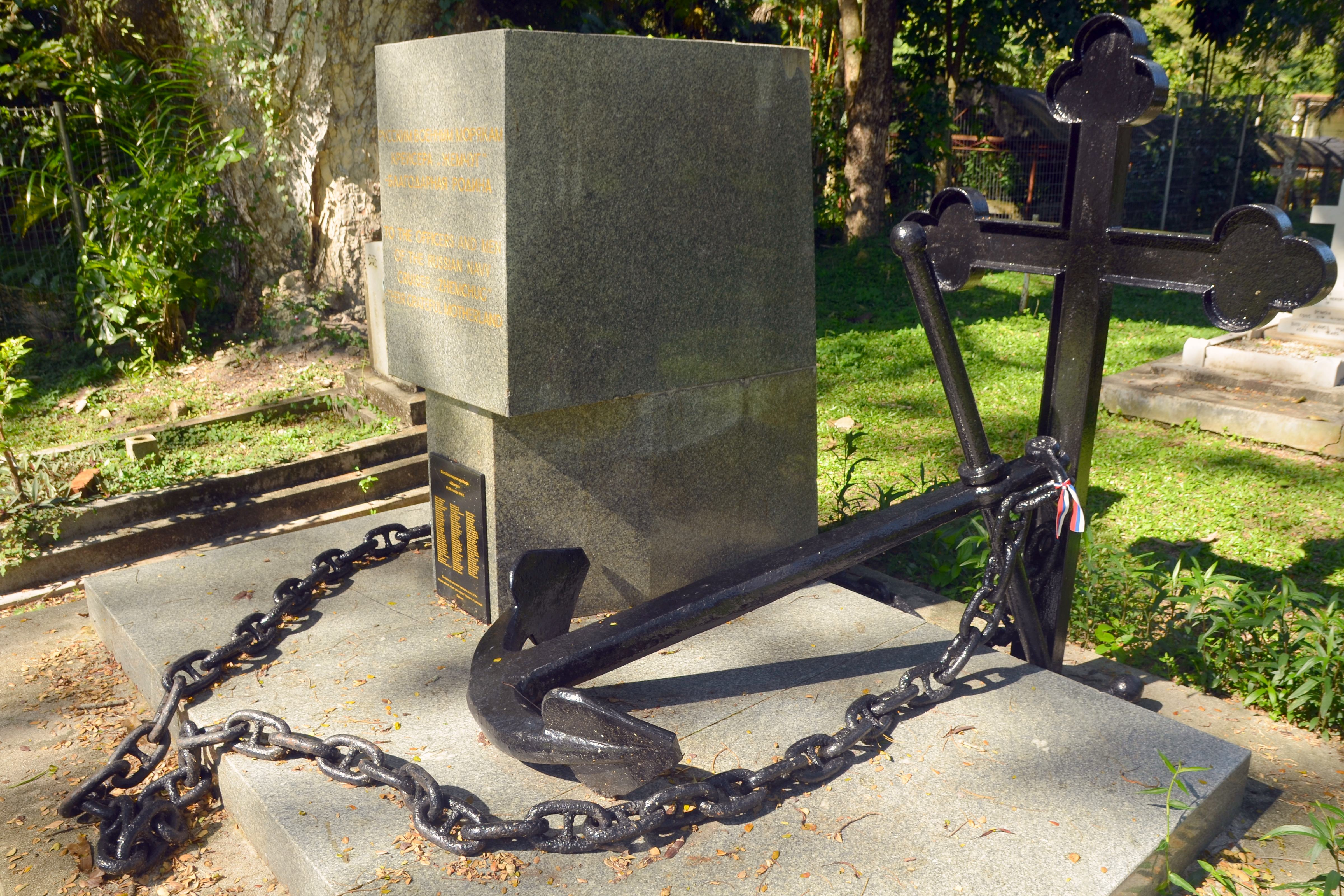
Хрест на могилі загиблих моряків

Спеціальна комісія вину за загибель крейсера поклала на капітана й старшого офіцера. Скандал викликало те, що на момент загибелі екіпаж весело проводив час і на крейсері ще загинуло 60 китайських повій. Вироком військово-морського суду капітана ІІ рангу барона І. А. Черкасова й старшого лейтенанта Н. Кулібіна позбавили всіх чинів, нагород і дворянства і присудили відповідно до 3,5 і 1,5 років ув'язнення, замість чого вони були відправлені як матроси у військові частини на фронт. Микола ІІ начебто ще й підписав заборону Черкасову одружуватись, щоб у нього не було спадкоємців. Через 1,5 роки обоє були амністовані з поверненням звань, нагород і дворянства. І. А. Черкасов помер 1942 під Парижем, а Н. Кулібін у лютому 1917 був поранений революційним матросом і паралізований, від чого помер у серпні 1918 р. На могилі моряків у Пенангу встановлено хрест.